# 雅拉瓜國家公園
17°47′21″N 71°29′56″W / 17.789228°N 71.499023°W

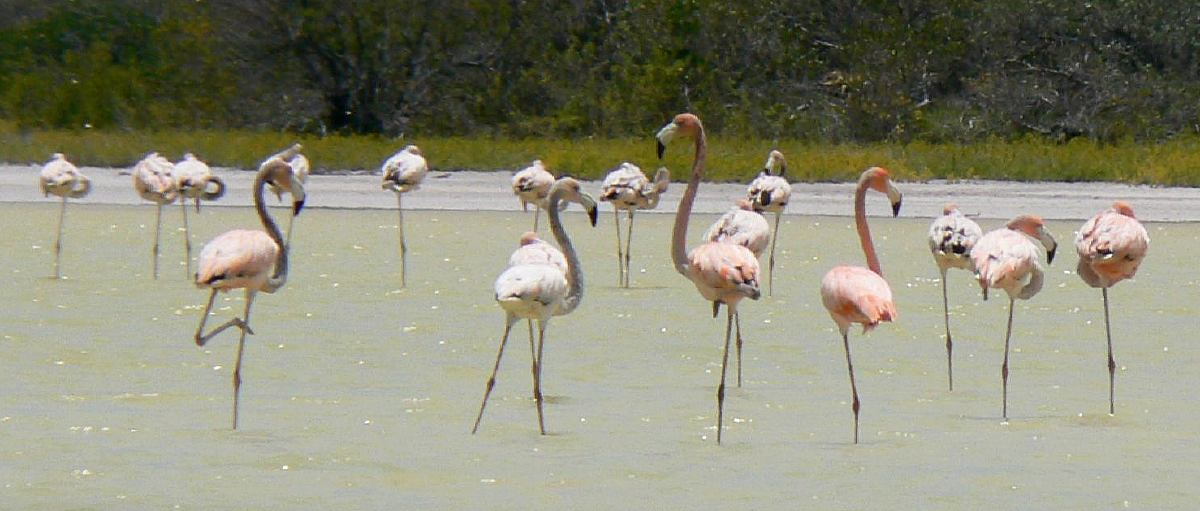

雅拉瓜國家公園是多明尼加共和國的國家公園，位於該國西南端佩德納萊斯省，面積1,374平方公里，始建於1983年8月11日，該地區有130種野生動物棲息。